# قائمة حكام الجزائر
قائمة حكام الجزائر ما بين 1515 و2000.

## ملوك الجزائر
- - 1516: سليم التومي.
- 1520 - 1527: أحمد بن القاضي.

## حكام عثمانيون

### بايات
- 1516 – 1518 م: عروج بربروس
- 1518 – 1533 م: خير الدين بربروس
  - 1535 – 1543 م: حسن آغا (عوض خير الدين بربروس)
  - 1543 – 1544 م: حاجي باشا[1] (عوض خير الدين بربروس)
- 1544 – 1551 م: حسن باشا بن خير الدين بربروس، المرة الأولى (عوض خير الدين بربروس إلى 1546)
  - 1551 – 1552 م: خليفة سفاح (مؤقت)
- 1552 – 1556 م: صالح رايس
  - 1556 – 1557 م: حسن قورصو (مؤقت)
- 1557: محمد كرداوعلي
  - 1557: يوسف (مؤقت)
  - 1557: يحيى (مؤقت)
- 1557 – 1561 م: حسن باشا بن خير الدين بربروس, المرة الثانية
  - 1561 – 1562 م: حسن قورصو آغا (مؤقت)
  - 1562: أحمد باشا قابيا (مؤقت)
- 1562 - 1567: حسن باشا بن خير الدين بربروس (المرة الثالثة)
- 1567 - 1568: محمد باشا بن صالح رايس[2]
- 1568 - 1577: أولوج علي باشا

نظرا لمهام علج علي باشا بالقسطنطينية, حكم الجزائر بالإنابة :
- - 1568 – 1570 م: محمد باشا, المرة الأولى (تعويض)
  - 1572 - 1574: عرب أحمد باشا (تعويض)
  - 1574 – 1577 م: قايد رمضان (تعويض)
    - ? – 1577 م: علي قرابغلي (قتل خنقا)

  - 1577 – 1580 م: حسن فينيزيانو (المرة الأولى)
  - 1580 – 1582 م: جعفر باشا
  - 1582: رمضان قايد
  - 1582 – 1589 م: حسن فينيزيانو (المرة الثانية)

### باشاوات
- 1589 – 1586 م: دالي أحمد باشا[3]
- 1592 – 1589 م: الخضر باشا[3] (المرة الأولى)
- 1595 – 1592 م: شعبان باشا[4]
- 1595: مصطفى باشا الجزائر[4] (المرة الأولى)
- 1596 – 1595 م: الخضر باشا[4][5](المرة الثانية)
- 1599 – 1596 م: مصطفى باشا الجزائر[6] (المرة الثانية)
- 1600 – 1599 م: دالي حسن باشا[6]
- 1603 – 1600 م: سليمان باشا فنزيانو[6]
- 1605 – 1603 م: الخضر باشا[7] (المرة الثالثة)
- 1605 : محمد قوصة باشا[7] (1605)
- 1605 – 1607 م: كوس مصطفى باشا (المرة الأولى)
- 1607 – 1610 م: ريزفان باشا
- 1610 – 1613 م: كوس مصطفى باشا (المرة الثانية)
- 1613 – 1617 م: حسين شيخ (المرة الأولى)
- 1616: كوس مصطفى باشا
- 1617 – 1618 م: سليمان كتانيا[8]
- 1618 – 1619 م: حسين شيخ (المرة الثانية)
- 1619 – 1621 م: شريف كوسا
- 1621: خيزر باشا
- 1621: مصطفى باشا
- 1622: خسرف باشا
- 1622 – 1626 م: مراد باشا
- 1627 – 1629 م: حسين باشا (المرة الأولى)
- 1629 – 1629 م أو 1630: يونس
- 1629 أو 1630-1634: حسين باشا
- 1634 – 1636 م: جوزيف باشا
- 1636 – 1638 م: أبو الحسن علي باشا
- 1638 – 1640 م: شيخ حسين باشا
- 1640 – 1642 م: أبو جمال يوسف باشا
- 1642 – 1645 م: محمد بورصالي باشا
- 1645: علي بتشين (غير موثق)
- 1645 – 1647 م: محمد بورصالي باشا
- 1647 – 1650 م: يوسف باشا
- 1650 – 1653 م: محمد باشا
- 1653 – 1655 م: أحمد باشا (المرة الأولى)
- 1655 – 1656 م: إبراهيم باشا (المرة الأولى)
- 1656 – 1657 م: أحمد باشا
- 1657 – 1659 م: إبراهيم باشا
- 1658 – 1659 م أحمد باشا

### الآغات
- 1659 – 1660 م: خليل آغا
- 1660 – 1661 م: رمضان آغا
- 1661 – 1665 م: شابان آغا
- 1665 – 1671 م: علي آغا

### الدايات
- 1682 – 1671 م : الحاج محمد باشا[9][10]
- 1682 - 22 جويلية 1683 : بابا حسن[11]
- 1683 – 1686 م : حسين ميزو مورتو[11]
- 1686 – 1688 م : إبراهيم الأول
- 1688 – 1695 م : شعبان
- 1695 – 1698 م : أحمد الأول
- 1698 – 1699 م : حسن الثاني شافوش
- 1699-أكتوبر 1705 : مصطفى الأول
- أكتوبر 1705-أبريل 1706 : حسين الثاني خوجة
- أبريل 1706-مارس 1710 : أحمد الثالث
- مارس 1710-17 يونيو 1710 : إبراهيم الثاني
- 17 يونيو 1710-4 أبريل 1718 : علي الثاني شافوش
- 4 أبريل 1718-18 مايو 1724 : حميد الرابع
- 18 مايو 1724-1731 : كورد عبدي
- 1731-نوفمبر 1745 : إبراهيم الثالث
- نوفمبر 1745-فبراير 1748 : كوسوك إبراهيم الرابع
- فبراير 1748-11 ديسمبر 1754 : أحمد الخامس
- 11 ديسمبر 1754-فبراير 1766 : بابا علي
- فبراير 1766-11 يوليو 1791 : محمد الخامس
- 11 يوليو 1791-يونيو 1798 : حسن الثالث
- يونيو 1798-1 يوليو 1805 : مصطفى الثاني
- 1 يوليو 1805-15 نوفمبر 1808 : أحمد الثاني
- 15 نوفمبر 1808-فبراير 1809 : علي الرابع
- فبراير 1809-مارس 1815 : علي الخامس
- مارس 1815-11 أبريل 1815 : محمد السادس
- 11 أبريل 1815-2 مايو 1817 : عمر آغا
- 2 مايو 1817-1 مارس 1818 : علي السادس خوجة
- 1 مارس 1818-5 يوليو 1830 : حسين الثالث

## الحكام الفرنسيون
- 27 يوليو 1834 : جون باتيست دروي دارلون (كونت ارلون)، الحاكم العام للمتلكات الفرنسية بالشمال الأفريقي.
- 28 ديسمبر 1840 الجنرال بيجو حاكم عام للجزائر.

## وزير-محافظ
- 31 مايو 1997-1 مارس 2000 : شريف رحماني على رأس محافظة الجزائر الكبرى.

### مقالات ذات صلة
- أيالة الجزائر

### كتب
تاريخ الجزائر في القديم والحديث الجزء الثالث تأليف مبارك الميلي